# Zirzower Mühle
Zirzower Mühle este o arie protejată (arie specială de conservare — SAC, sit de importanță comunitară — SCI) din Germania întinsă pe o suprafață de 0,07 ha, integral pe uscat.

## Localizare
Centrul sitului Zirzower Mühle este situat la coordonatele 53°34′36″N 13°11′39″E / 53.5767°N 13.1942°E.

## Înființare
Situl Zirzower Mühle a fost declarat sit de importanță comunitară în aprilie 2004 pentru a proteja 1 specie de animale. Situl a fost protejat și ca arie specială de conservare în august 2016.

## Biodiversitate
Situată în ecoregiunea continentală, aria protejată nu include niciun habitat protejat.
La baza desemnării sitului se află o specie protejată de  mamifere: liliac de iaz (Myotis dasycneme)